# Zlatý glóbus za nejlepší režii
Zlatý glóbus za nejlepší režii pravidelně uděluje Asociace zahraničních novinářů v Hollywoodu (angl. Hollywood Foreign Press Association zkratka HFPA) na slavnostním ceremoniálu Zlatých glóbů.

Elia Kazan vede v žebříčku nositelů ceny s počtem čtyři. Za ním ho s počtem tři následují David Lean, Oliver Stone, Clint Eastwood, Miloš Forman a Martin Scorsese. Barbra Streisand je jedinou ženou v historii, která cenu za režii získala.

Následující seznam obsahuje jména vítězných režisérů a filmů, za které byli oceněni. Rok u jména znamená rok vzniku filmu; nikoliv rok, kdy se konal slavnostní ceremoniál. Má-li film český distribuční název, je uveden pod ním.

## Vítězové

### 1943–1950
- 1943: Henry King – The Song Of Bernadette
- 1944: Leo McCarey – Farář u svatého Dominika
- 1945: Billy Wilder – Ztracený víkend
- 1946: Frank Capra – Život je krásný
- 1947: Elia Kazan – Džentlemanská dohoda
- 1948: John Huston – Poklad na Sierra Madre
- 1949: Robert Rossen – Všichni královi muži
- 1950: Billy Wilder – Sunset Blvd.

### 1951–1960
- 1951: László Benedek – Smrt obchodního cestujícího
- 1952: Cecil B. DeMille – Největší podívaná na světě
- 1953: Fred Zinnemann – Odtud až na věčnost
- 1954: Elia Kazan – V přístavu
- 1955: Joshua Logan – Piknik u cesty
- 1956: Elia Kazan – Baby Doll
- 1957: David Lean – Most přes řeku Kwai
- 1958: Vincente Minnelli – Gigi
- 1959: William Wyler – Ben Hur
- 1960: Jack Cardiff – Sons and Lovers

### 1961–1970
- 1961: Stanley Kramer – Norimberský proces
- 1962: David Lean – Lawrence z Arábie
- 1963: Elia Kazan – Ameriko, Ameriko
- 1964: George Cukor – My Fair Lady
- 1965: David Lean – Doktor Živago
- 1966: Fred Zinnemann – Člověk pro každé počasí
- 1967: Mike Nichols – Absolvent
- 1968: Paul Newman – Rachel, Rachel
- 1969: Charles Jarrott – Tisíc dnů s Annou
- 1970: Arthur Hiller – Love Story

### 1971–1980
- 1971: William Friedkin – Francouzská spojka
- 1972: Francis Ford Coppola – Kmotr
- 1973: William Friedkin – Vymítač ďábla
- 1974: Roman Polański – Čínská čtvrť
- 1975: Miloš Forman – Přelet nad kukaččím hnízdem
- 1976: Sidney Lumet – Network
- 1977: Herbert Ross – Nový začátek
- 1978: Michael Cimino – Lovec jelenů
- 1979: Francis Ford Coppola – Apokalypsa
- 1980: Robert Redford – Obyčejní lidé

### 1981–1990
- 1981: Warren Beatty – Rudí
- 1982: Richard Attenborough – Gándhí
- 1983: Barbra Streisand – Jentl
- 1984: Miloš Forman – Amadeus
- 1985: John Huston – Čest rodiny Prizziů
- 1986: Oliver Stone – Četa
- 1987: Bernardo Bertolucci – Poslední císař
- 1988: Clint Eastwood – Bird
- 1989: Oliver Stone – Narozen 4. července
- 1990: Kevin Costner – Tanec s vlky

### 1991–2000
- 1991: Oliver Stone – JFK
- 1992: Clint Eastwood – Nesmiřitelní
- 1993: Steven Spielberg – Schindlerův seznam
- 1994: Robert Zemeckis – Forrest Gump
- 1995: Mel Gibson – Statečné srdce
- 1996: Miloš Forman – Lid versus Larry Flynt
- 1997: James Cameron – Titanic
- 1998: Steven Spielberg – Zachraňte vojína Ryana
- 1999: Sam Mendes – Americká krása
- 2000: Ang Lee – Tygr a drak

### 2001–2010
- 2001: Robert Altman – Gosford Park
- 2002: Martin Scorsese – Gangy New Yorku
- 2003: Peter Jackson – Pán prstenů: Návrat krále
- 2004: Clint Eastwood – Million Dollar Baby
- 2005: Ang Lee – Zkrocená hora
- 2006: Martin Scorsese – Skrytá identita
- 2007: Julian Schnabel – Skafandr a motýl
- 2008: Danny Boyle – Milionář z chatrče
- 2009: James Cameron – Avatar
- 2010: David Fincher – Sociální síť

### 2011–2020
- 2011: Martin Scorsese – Hugo a jeho velký objev
- 2012: Ben Affleck – Argo
- 2013: Alfonso Cuarón – Gravitace
- 2014: Richard Linklater – Chlapectví
- 2015: Alejandro González Iñárritu – Revenant Zmrtvýchvstání
- 2016: Damien Chazelle – La La Land
- 2017: Guillermo del Toro – Tvář vody
- 2018: Alfonso Cuarón – Roma
- 2019: Sam Mendes – 1917
- 2020: Chloé Zhaová – Země nomádů

### 2021–2030
- 2021: Jane Campion – Síla psa
- 2022: Steven Spielberg – Fabelmanovi
- 2023: Christopher Nolan – Oppenheimer
- 2024: Brady Corbet –  Brutalista